# Pfarrkirche Gams bei Hieflau

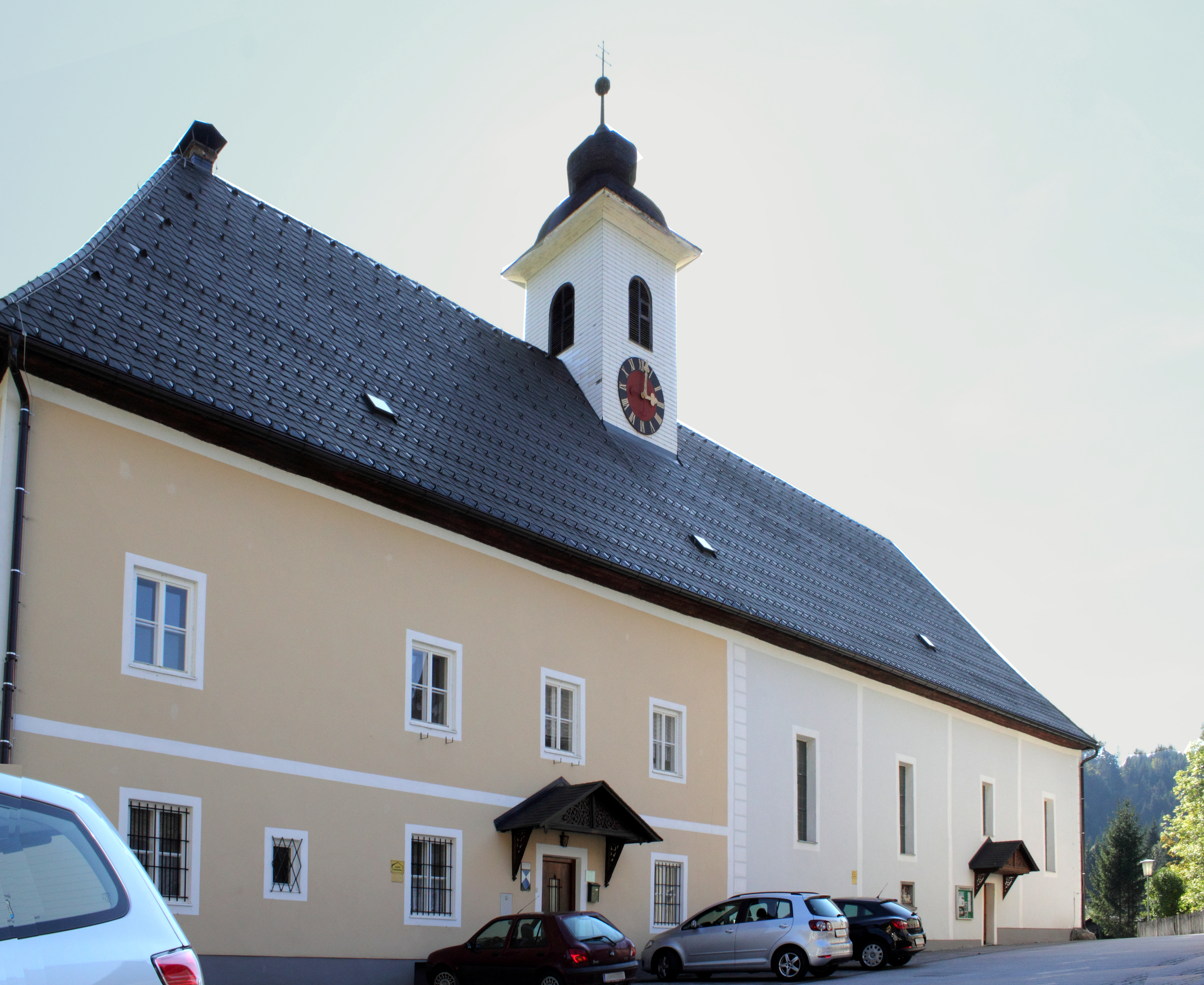
Katholische Pfarrkirche Hl. Josef in Gams bei Hieflau

Die römisch-katholische Pfarrkirche Gams bei Hieflau steht im Ort Gams bei Hieflau in der Gemeinde Landl im Bezirk Liezen in der Steiermark. Die dem Patrozinium des heiligen Josef von Nazaret unterstellte Pfarrkirche – dem Stift Admont inkorporiert – gehört zum Dekanat Admont in der Diözese Graz-Seckau. Die Kirche steht unter Denkmalschutz (Listeneintrag). 

## Geschichte
Baumeister der Kirche und des Pfarrhofs waren Matthäus Habacher und dessen Sohn sowie Johann Michael Habacher; 1788 wurde sie geweiht. 1929 und 1978 wurden Restaurierungen durchgeführt.

## Architektur
Die Kirche bildet mit dem östlich anschließenden Pfarrhof ein Bauwerk unter einem gemeinsamen Walmdach. In dessen Mitte ist ein Dachreiter mit einer barocken Zwiebelhaube aufgesetzt.
Der vierjochige Kirchenraum mit einem geraden Schluss ist mit einer gedrückten Flachtonne auf Gurten auf flachen kannelierten Pilastern überwölbt. Die Westempore ist aus Holz. Die Wandmalerei malte der Bruder Lucas Schmitt aus der Abtei Seckau 1929.

## Einrichtung
Der Hochaltar entstand nach der Mitte des 18. Jahrhunderts und zeigt das Hochaltarbild Tod des heiligen Josef, gemalt von Patriz Johann Tendler (1805).
Der Marienaltar mit reichem versilberten Metallzierrat aus dem dritten Viertel des 18. Jahrhunderts wurde in das Stift Admont (Kunsthistorisches Museum) übertragen.
Die Kanzel aus dem ersten Viertel des 18. Jahrhunderts zeigt am Korb ein Rokoko-Ornament und trägt am Schalldeckel eine Figur des Erzengels Michael aus dem dritten Viertel des 17. Jahrhunderts.
Es gibt einige barocke Figuren aus dem Ende des 18. und Anfang des 19. Jahrhunderts, darunter eine Figur der Hemma von Gurk. Die Kreuzwegbilder in barocker Tradition sind aus dem Anfang des 19. Jahrhunderts. Der runde Taufstein trägt auf dem Deckel eine Figur Johannes des Täufers aus der Zeit um 1800. Die Ewiglichtampel ist aus dem Anfang des 18. Jahrhunderts.
Im Jahr 1790 wurde die kleine Egedacher-Orgel aus der Kammerhofkapelle Eisenerz in die neu erbaute Pfarrkirche Gams bei Hieflau übertragen. 1902 stellte Josef Mauracher aus St. Florian bei Linz eine neue Orgel mit sieben Registern auf, die noch erhalten ist.
Eine Glocke nennt Melchior Schurer 1696. Eine Glocke nennt Florentin Streckfuß 1704.